# Prisciano de Barros Accioli Lins
Prisciano de Barros Accioli Lins, segundo barão de Rio Formoso, (Sirinhaém, 1830 — Recife, 1892) foi usineiro brasileiro.
Foi batizado na capela do engenho Palma, em Sirinhaém, na Zona da Mata de Pernambuco, em 14 de outubro de 1830, filho de Joana Francisca Cavalcanti de Albuquerque e do tenente Sebastião Antônio Accioli Lins. Era irmão mais novo do barão de Goicana, tio do barão de Granito e primo-irmão do barão de Gravatá.
Agraciado barão em 18 de janeiro de 1882, todavia, ao tornar-se republicano, recusou o título.
Era senhor do engenho Tinoco, em Sirinhaém.
Foi casado com Rosa de Barros Accioli Lins (falecida no Recife, em 13 de setembro de 1886), com quem teve os seguintes filhos:
- Joana de Barros Accioli Lins (14 de novembro[8] de ??? - 28 de agosto de 1928[9][10]), que, após seu casamento com Joaquim Peixoto de Abreu e Lima,[11] passou a assinar Joana de Barros de Abreu e Lima;
- Gertrudes de Barros Accioli Lins;
- Sebastião de Barros Accioli Lins (1882 - 19 de julho de 1914[12]);
- João de Barros Accioli Lins (1884 - 25 de outubro de 1928[13]);
- Ana de Barros Accioli Lins.